# Siccia sordida
Siccia sordida är en fjärilsart som beskrevs av Butler 1877. Siccia sordida ingår i släktet Siccia och familjen björnspinnare. Inga underarter finns listade i Catalogue of Life.